# مجس كهرضغطي

يتحكم الضغط على الحاصل على الحساس بالجهد الخارج منه

المجس الكهرضغطي (بالإنجليزية: piezoelectric sensor)‏ هو مبدل يستعمل مجسًا يعتمد في عمله على مبدأ الكهرضغطية و هو يقوم بتحويل الطاقة الميكانيكة إلى طاقة كهربائية, أي أنه يحس بالضغط الحاصل عليه أو القوة الميكانيكية المؤثرة عليه ويترجمها إلى إشارة كهربائية أو صوت.

رمز المجس في الدائرة و نمذجته التحليلية